# Single numer jeden w roku 2008 (Węgry)
2008 – dziesiąty rok, w którym było prowadzone zestawienie najlepiej sprzedających się singli na Węgrzech. Lista była tworzona na podstawie wyników sprzedaży nośników fizycznych oraz digital download.

## Historia notowania
| Data publikacji | Utwór                     | Wykonawca     | Źródło |
| --------------- | ------------------------- | ------------- | ------ |
| 31 grudnia      | „Minden most kezdődik el” | Ákos          | [ 2 ]  |
| 7 stycznia      | „Zakatol a szívem”        | Josh és Jutta | [ 3 ]  |
| 14 stycznia     | „Minden most kezdődik el” | Ákos          | [ 4 ]  |
| 21 stycznia     | „Minden most kezdődik el” | Ákos          | [ 5 ]  |
| 28 stycznia     | „Minden most kezdődik el” | Ákos          | [ 6 ]  |
| 4 lutego        | „Minden most kezdődik el” | Ákos          | [ 7 ]  |
| 11 lutego       | „Minden most kezdődik el” | Ákos          | [ 8 ]  |
| 18 lutego       | „Minden most kezdődik el” | Ákos          | [ 9 ]  |
| 25 lutego       | „Minden most kezdődik el” | Ákos          | [ 10 ] |
| 3 marca         | „Minden most kezdődik el” | Ákos          | [ 11 ] |
| 10 marca        | „Minden most kezdődik el” | Ákos          | [ 12 ] |
| 17 marca        | „Minden most kezdődik el” | Ákos          | [ 13 ] |
| 24 marca        | „Minden most kezdődik el” | Ákos          | [ 14 ] |
| 31 marca        | „Minden most kezdődik el” | Ákos          | [ 15 ] |
| 7 kwietnia      | „Negyven”                 | Ákos          | [ 16 ] |
| 14 kwietnia     | „Negyven”                 | Ákos          | [ 17 ] |
| 21 kwietnia     | „Negyven”                 | Ákos          | [ 18 ] |
| 28 kwietnia     | „Negyven”                 | Ákos          | [ 19 ] |
| 5 maja          | „Negyven”                 | Ákos          | [ 20 ] |
| 12 maja         | „Negyven”                 | Ákos          | [ 21 ] |
| 19 maja         | „Negyven”                 | Ákos          | [ 22 ] |
| 26 maja         | „Negyven”                 | Ákos          | [ 23 ] |
| 2 czerwca       | „Negyven”                 | Ákos          | [ 24 ] |
| 9 czerwca       | „Negyven”                 | Ákos          | [ 25 ] |
| 16 czerwca      | „Negyven”                 | Ákos          | [ 26 ] |
| 23 czerwca      | „Negyven”                 | Ákos          | [ 27 ] |
| 30 czerwca      | „Negyven”                 | Ákos          | [ 28 ] |
| 7 lipca         | „Negyven”                 | Ákos          | [ 29 ] |
| 14 lipca        | „Negyven”                 | Ákos          | [ 30 ] |
| 21 lipca        | „Zakatol a szívem”        | Josh és Jutta | [ 31 ] |
| 28 lipca        | „Negyven”                 | Ákos          | [ 32 ] |
| 4 sierpnia      | „Negyven”                 | Ákos          | [ 33 ] |
| 11 sierpnia     | „Negyven”                 | Ákos          | [ 34 ] |
| 18 sierpnia     | „Negyven”                 | Ákos          | [ 35 ] |
| 25 sierpnia     | „Negyven”                 | Ákos          | [ 36 ] |
| 1 września      | „Negyven”                 | Ákos          | [ 37 ] |
| 8 września      | „Negyven”                 | Ákos          | [ 38 ] |
| 15 września     | „Negyven”                 | Ákos          | [ 39 ] |
| 22 września     | „Negyven”                 | Ákos          | [ 40 ] |
| 29 września     | „Negyven”                 | Ákos          | [ 41 ] |
| 6 października  | „Negyven”                 | Ákos          | [ 42 ] |
| 13 października | „Negyven”                 | Ákos          | [ 43 ] |
| 20 października | „Negyven”                 | Ákos          | [ 44 ] |
| 27 października | „Negyven”                 | Ákos          | [ 45 ] |
| 3 listopada     | „Negyven”                 | Ákos          | [ 46 ] |
| 10 listopada    | „Negyven”                 | Ákos          | [ 47 ] |
| 17 listopada    | „Negyven”                 | Ákos          | [ 48 ] |
| 24 listopada    | „Negyven”                 | Ákos          | [ 49 ] |
| 1 grudnia       | „Negyven”                 | Ákos          | [ 50 ] |
| 8 grudnia       | „Negyven”                 | Ákos          | [ 51 ] |
| 15 grudnia      | „Negyven”                 | Ákos          | [ 52 ] |
| 22 grudnia      | „Negyven”                 | Ákos          | [ 53 ] |